# Peugeot Type 34
Le Peugeot type 34  est un utilitaire Peugeot, alors appelé Peugeot Frères, conçus par Armand Peugeot. C'est le premier camion de la marque.